# Ghiyâth al-Dîn Mahmâd

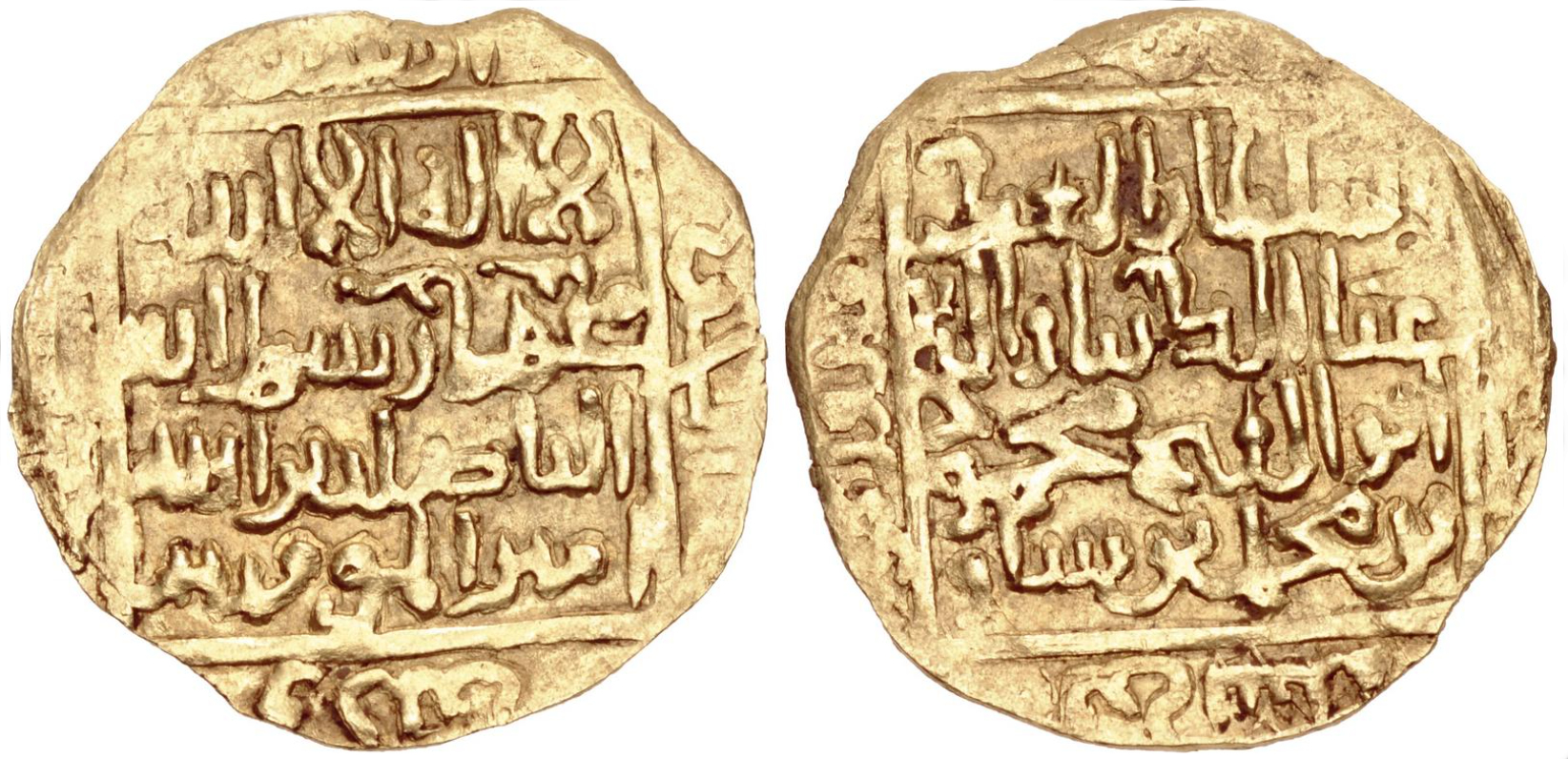

Ghiyath al-Din Mahmud (persa: غیاث الدین محمود) fue sultán del Imperio gúrida desde 1206 hasta 1212. Fue el sobrino y sucesor de Mu'izz al-Din Muhammad.

## Ascenso al poder
Ghiyath era el hijo de Ghiyâth al-Dîn Muhammad, que era el hermano de Mu'izz al-Din Muhammad más conocido como Muhammad de Gur. Cuando Muhammad de Gur fue asesinado en 1206 en la India, el Imperio gúrida cayó en la guerra civil; los ghulams turcos apoyaron a Ghiyath, mientras que los soldados iraníes nativos apoyaron a Baha al-Din Sam II. Sin embargo, Baha al-Din Sam II murió unos días después, lo que hizo que los soldados iraníes apoyaran a sus dos hijos Jalal al-Din Ali y Ala al-Din Muhammad. Mientras tanto, Firuzkuh estaba controlada por el príncipe Gúrida Diyâ’ al-Dîn Muhammad. Ghiyath, per logró derrotarlos a todos y coronarse sultán. Sin embargo, Jalal al-Din logró capturar Ghazni e hizo de su hermano el gobernante de la ciudad.

## Reinado
El general turco, Taj al-Din Yildiz, logró en breve apoderarse de Ghazni de los hijos de Baha al-Din Sam II, pero pronto reconoció la autoridad de Ghiyath. Ghiyath, no contento de que Taj al-Din controlara Ghazni no se atrevió a dejar Ghur desprotegido, solicitó ayuda al Corasmio Mohamed II de Corasmia. Sin embargo, Mohamed invadió los dominios de Ghiyath y capturó Balkh y Tirmidh. Afortunadamente para Ghiyath, Muhammad fue capturado por el Kanato de Kara-Kitai. Husain Ibn Kharmil, un exgeneral Gúrida, que había cambiado de lealtad a los jorezmitas, pronto entró en una negociación con Ghiyath. Sin embargo, la negociación se volvió infructuosa, y Ghiyath envió un ejército contra Husain, que, sin embargo, fue derrotado.
Trece meses después, Muhammad fue liberado del cautiverio, y una vez más invadió los dominios de Ghiyath, capturando Herat. Muhammad luego invadió el corazón del imperio, Ghur, y capturó a Ghiyath. Ghiyath luego aceptó reconocer la autoridad de Muhammad y siguió siendo el gobernante de la dinastía Gúrida hasta que fue asesinado en 1212. Fue sucedido por su hijo Baha al-Din Sam II.